# Johnny Harris (periodista)
Johnny Harris (Utah , 28 de mayo de 1988) es un cineasta, periodista y youtuber estadounidense, residente de Washington D. C.. Harris se dio a conocer por producir y presentar la serie Borders para el sitio web estadounidense de noticias y opinión Vox. También creó tres videos para The New York Times. Harris lanzó la empresa Bright Trip en 2019, que ofrece cursos de viaje basados en videos.

## Infancia y educación
Harris se crio en una familia mormona que vivía en un pequeño pueblo de Oregón. Se graduó de Ashland High School, en Ashland, Oregón. Sirvió en una misión de dos años para la Iglesia de Jesucristo de los Santos de los Últimos Días en Tijuana, México, pero desde entonces dejó la iglesia.
Harris tiene una Licenciatura en Relaciones y Asuntos Internacionales de la Universidad Brigham Young (2013) y una Maestría en Paz Internacional y Resolución de Conflictos de la Universidad Americana (2016).

## Carrera

### Borders
De 2017 a 2019, Harris produjo y presentó Borders (Fronteras), una serie de cortometrajes documentales sobre Vox que describía problemas sociopolíticos en varias regiones fronterizas del mundo. Fue nominado dos veces a un premio Emmy. La serie se canceló en 2020 debido a la pandemia de COVID-19 y consideraciones presupuestarias. 

### YouTube
El canal de YouTube de Harris se creó en junio de 2011. Desde la cancelación de Borders, Harris ha seguido produciendo videos sobre asuntos internacionales, historia y geografía con gráficos visuales creativos, que ha publicado en su propio canal. 
Se ha asociado con The New York Times así como con el Foro Económico Mundial en la producción de videos.
A 1  de febrero de  2024 Harris tiene 4.86 millones de subscriptores en YouTube. Algunos de sus videos más notables tratan temas como guerra, relaciones internacionales e historia de la colonización en Estados Unidos, Medio Oriente, Corea del Norte y las Islas del Pacífico.

### Lanza libre
El 9 de noviembre de 2021, Harris fue acreditada como productora de video en un artículo de opinión publicado en The New York Times, titulado "Blue States, You're the Problem".  Más tarde ganó un premio Emmy. 

## Vida personal
Harris está casado con Isabel "Izzy" Harris, con quien tiene dos hijos, Oliver y Henry. 
A Harris presenta dislexia y trastorno por déficit de atención con hiperactividad.
Su suegro es el capitán de un submarino de misiles balísticos (SSBN). 